# Saint-Georges-Nigremont
 Saint-Georges-Nigremont  là một xã thuộc tỉnh Creuse trong vùng Nouvelle-Aquitaine miền trung nước Pháp. Xã này nằm ở khu vực có độ cao trung bình 746 mét trên mực nước biển.